# Municipio de Villa del Carbón
El municipio de Villa del Carbón es uno de los 125 municipios del Estado de México, está situado en la parte norte del estado mexicano, justo al noroeste de la Ciudad de México. Colinda con los municipios de Jilotepec, Jiquipilco, Morelos, Tepotzotlán, Nicolás Romero, Chapa de Mota en el Estado de México, y con Tepejí del Río, en el estado de Hidalgo.
Tiene una superficie de 307,65 km² y según el censo de 2020 tiene una población de 51,498 habitantes. La gran mayoría de su población radica en la cabecera municipal y el resto se distribuye entre otras 57 comunidades que dependen de la sede para los propósitos de gobierno.
El 25 de septiembre del 2015 Villa del Carbón fue declarado Pueblo Mágico.

## Historia
El municipio contiene varios pueblos de origen otomí y nahua, en los que gran parte de la cultura indígena todavía persiste. El territorio del municipio se definió en 1714, cuando una región conocida como Chiapan, se dividió en lo que ahora es Chapa de Mota y Villa del Carbón. Sin embargo, en aquel momento la comunidad que ahora es la cabecera municipal no tenía un nombre oficial, fue conocida primero por el nombre de su iglesia Nuestra Señora de la Peña de Francia y más adelante por ser un importante proveedor de carbón vegetal, esto llevó a que fuera denominada Villanueva del Carbón de Nuestra Señora Santa María de la Peña de Francia, que finalmente se acortó a Villa del Carbón.
La mayor parte del glifo del municipio, que sirve como escudo, refleja realmente a Villa del Carbón en cuanto su fisionomía geográfica, su arquitectura y las comunidades más antiguas: San Luis de las Peras ahora son San Luis Anáhuac, San Luis Taxhimay y San Lorenzo Pueblo Nuevo.

## Atractivos turísticos

### Plaza Hidalgo
Es el corazón de Villa del Carbón, adoptó el nombre del padre de la patria Miguel Hidalgo y Costilla, con motivo del Centenario de la Independencia. Está rodeada de sus principales edificios: La Casa de Cultura (antiguo Palacio Municipal), la iglesia, el kiosco, los portales y antiguas casonas que en sus momentos fueron famosas tienda. Los fines de semana se convierte en el sitio más concurrido, ya sea, para un momento de relajación bajo la sombra de las palmeras y los eucaliptos gigantes, o para disfrutar de los eventos que ahí se realizan en las temporadas de fiesta.
En el centro del municipio, se encuentra el jardín principal, con un kiosco cuya arquitectura es característica del lugar, rodeado de verdes jardineras con pasillos adoquinados y árboles de eucalipto. A un costado de la iglesia, el parque Luisa Isabel Campos de Jiménez Cantú. Pequeña área verde ideal para descansar o caminar por sus pasillos, lo integran por supuesto una hermosa fuente, un kiosco y un anfiteatro donde se realizan eventos artísticos.

## Geografía
El cerro de La Bufa es la parte más alta, se sitúa a 3,600 m s. n. m. y la mínima la presenta la presa Taxhimay a 2, 300 m s. n. m. Con un clima templado en verano y frío húmedo en invierno.

## Política y gobierno
La cabecera del municipio es la localidad de Villa del Carbón, lugar donde reside el poder de las autoridades locales.
| Presidente municipal             | Periodo   |
| -------------------------------- | --------- |
| Urbano Tinoco Mancilla           | 2000-2003 |
| Arturo Salazar Barrera           | 2003-2006 |
| Ernesto Chavarria Miranda        | 2006-2009 |
| Ramiro Robledo Márquez           | 2009-2012 |
| María de Lourdes Montiel Paredes | 2012-2015 |
| Javier Cruz Monroy               | 2015-2018 |
| Gustavo Mancilla Rendon          | 2018-2021 |

## Economía
La economía del municipio se basa principalmente en la agricultura, la silvicultura, la manufactura de artículos de piel y el turismo, ya que posee numerosos arroyos, ríos y presas adecuados para practicar deportes acuáticos y para la pesca de truchas, además de contar con instalaciones para acampar. Aloja un lugar reconocido a nivel nacional que acoge grandes eventos de charreada.

## Artesanías
Entre la variedad de artesanías que se encuentran en el municipio están los trabajos en piel vacuna, de cerdo, borrego y conejo; textiles en lana, como ponchos, bufandas, suéteres, cobijas, guantes, calcetines; productos de mimbre; y por parte del quehacer gastronómico, se ubica el tradicional rompope. Destacan los sombreros estilo cazador de piel y también los elaborados con material sintético, que rescatan una tradición centenaria de varias generaciones; así mismo, se pueden mencionar los botines charros, cinturones, chamarras, abrigos, sombreros y bolsas, entre otras prendas de vestir y piezas de ornato de la rama talabartería y peletería fabricadas por manos mexiquenses. 
En la actualidad se cuenta con 815 artesanas y artesanos en el municipio según el Registro Estatal de Artesanas y Artesanos, agosto 2023, de los cuales una mayoría trabajan los botines en la rama de talabartería y peletería; una cantidad considerable de artesanos trabajan los quexquémetl de la rama textiles; también, se fabrican portavasos de fibras vegetales; le siguen los juguetes de madera que también se elaboran en la región; y si de hablar de sabores se trata, también se producen conservas artesanales por artesanos dedicados a la gastronomía.

## Núcleos Agrarios
En Villa del Carbón, de Acuerdo a la página del RAN hay 9 ejidos y 2 comunidades certificados. Dos de esos ejidos certificados son Ejido La Cañada  y Ejido Ranchería de Loma Alta  de los cuales se puede encontrar información en los siguientes enlaces:

## Hermanamientos
La delegación Villa del Carbón está hermanada con:
- Mission, Estados Unidos (2012)[10][11]
- Taxco, México (2018)[12]